# Ordre no 270

L’ordre no 270 (Приказ № 270) est daté du 16 août 1941 et émane du siège du Haut Commandement suprême de l'Armée rouge (Ставка Верховного Главного Командования Красной Армии). L'ordre (Приказ, prikaz) est signé par Staline, en tant que président du Comité d'État à la Défense (Председатель Государственноgго Комитета Обороны) et par Molotov (en tant que vice-président du Comité de la Défense Nationale), ainsi que par les maréchaux Semion Boudienny, Semion Timochenko, Boris Shaposhnikov, et le général Gueorgui Joukov.
L’ordre no 270 est destiné à galvaniser l'Armée rouge qui s'effondre face à l’invasion des troupes du IIIe Reich. Après un préambule, il annonce premièrement que les militaires qui se rendent seront dorénavant déclarés déserteurs et seront passés par les armes, de plus leurs proches seront considérés comme « famille d'ennemi du peuple » et secondement que résister par tous les moyens est obligatoire pour tout militaire, quel que soit son grade et son affectation.

## Contexte

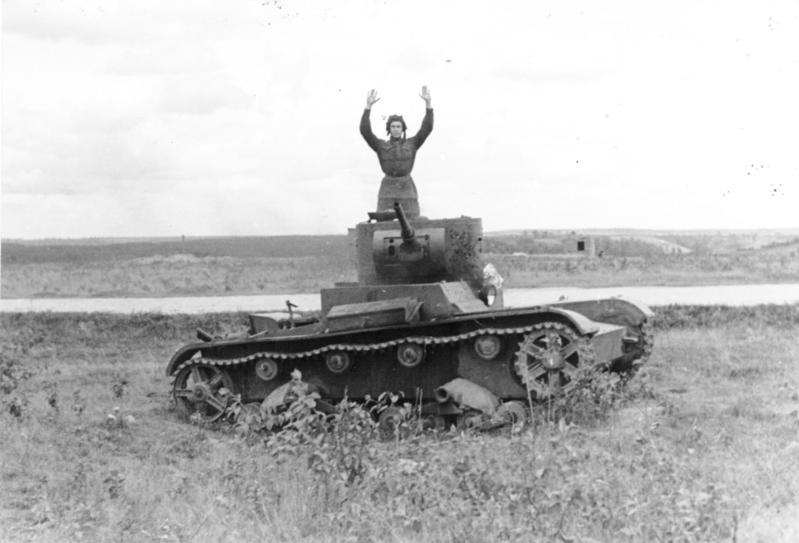
Août 1941, Russie centrale : devant un cours d'eau dominé par un blockhaus, un tankiste soviétique se dresse hors de son char T-26 et se rend aux Allemands.

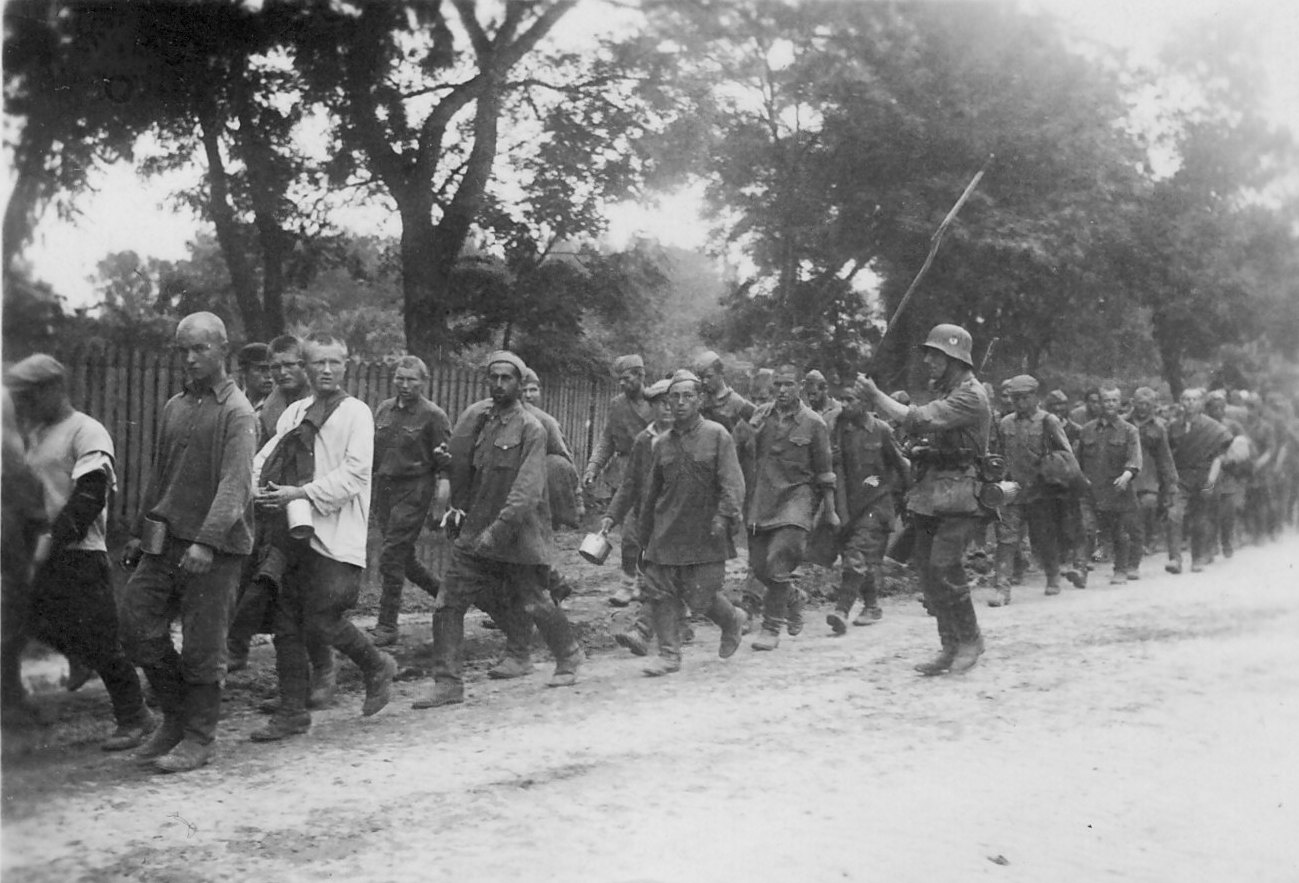
Prisonniers de guerre russes menés vers un camp de concentration par un soldat allemand. Plus des trois quarts des 4 millions de prisonniers de guerre soviétiques mourront de faim et de maladie.

Au 56e jour de la guerre, les troupes du IIIe Reich ont envahi l’URSS depuis huit semaines (l'opération Barbarossa a débuté le 22 juin 1941) et leur avance a été fulgurante : plusieurs divisions et armées soviétiques ont été encerclées, environ 3 millions de soldats russes ont été faits prisonniers.

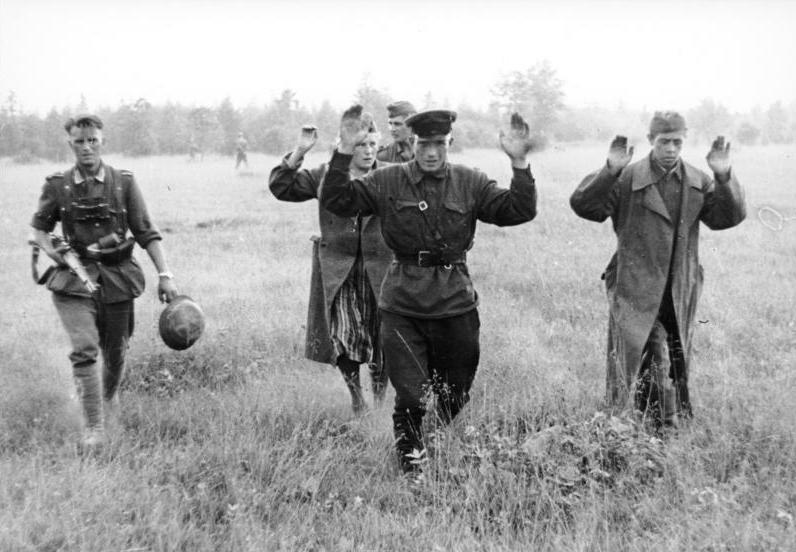
Photo (datée du 21 juin 1941, alors que l' a débuté le dimanche 22 juin 1941) montrant dans une prairie estivale de Russie du Nord deux fantassins allemands escortant trois prisonniers soviétiques : un très jeune soldat - et un homme en uniforme noir sans signes distinctifs apparents, suivi par une jeune femme vêtue d’une capote militaire sur une jupe civile à rayures.

Le 3 juillet, après deux semaines de silence de la part du chef suprême et d’incertitude totale pour la population, un discours de Staline a été diffusé à la radio : le Vojd a fait appel aux défenseurs de la mère patrie et a proclamé la terre brûlée et la guerre totale.
Mais la tactique allemande de Blitzkrieg, qui a déjà démontré son efficacité l'été précédent pendant la bataille de France, permet aux troupes allemandes de procéder dans onze cas à l’encerclement et à la capture de très importants contingents soviétiques.
Le système de défense soviétique est désorganisé, les deux lignes de fortifications (la ligne Molotov, et la ligne Staline située plus à l’est et plus ancienne) ont été submergées par les Allemands, et le moral de l’Armée rouge est au plus bas. D’ailleurs la purge de l'Armée rouge, qui avait commencé avant le début de l'opération Barbarossa, continue malgré la débâcle, et des officiers supérieurs sont encore arrêtés (le général Kirill Meretskov et le lieutenant-général Pavel Rytchagov le 24 juin ; le lieutenant-général Ivan Proskourov (pl) le 27 juin) alors que la Wehrmacht poursuit sa ruée sur l'URSS.

## Résumé de l’ordreno270
(Voir le (ru) texte intégral en russe et (en) sa traduction en anglais.)
Staline cite tout d’abord l’exemple de troupes et de généraux qui ont vaillamment lutté et ont réussi à se dégager de l’encerclement : « Non seulement nos amis l’admettent, mais nos ennemis doivent aussi admettre que dans notre guerre de libération contre les envahisseurs nazis, des éléments de l’Armée rouge, leur grande majorité, leurs chefs et leurs commissaires, se sont conduits honorablement, courageusement et que parfois ils sont tout simplement héroïques. Même ces parties de notre armée qui, vu les circonstances, ont été détachées de l’armée et se sont trouvées encerclées, maintiennent un esprit de résistance et de courage, n’acceptent pas de se rendre, et essayent d’infliger encore plus de dommages à l’ennemi et de rompre l’encerclement. »
Et Staline cite le lieutenant-général Boldine (commandant-adjoint du Front de l’Ouest) et ses soldats, qui, encerclés, ont résisté pendant 45 jours lors de la bataille de Białystok–Minsk, puis ont réussi à se dégager et à rejoindre le gros de l’Armée rouge en infligeant de lourdes pertes à l’ennemi - le colonel Nikonov, le commissaire Popiel et les hommes du 8e corps mécanisé, qui, encerclés, ont eux aussi réussi à se dégager et à percer les arrières de l’ennemi sur 650 km pour rejoindre l’Armée rouge – le chef de la IIIe Armée, le lieutenant-général Kouznetsov, qui avec le commissaire Birioukov a réussi le même exploit.

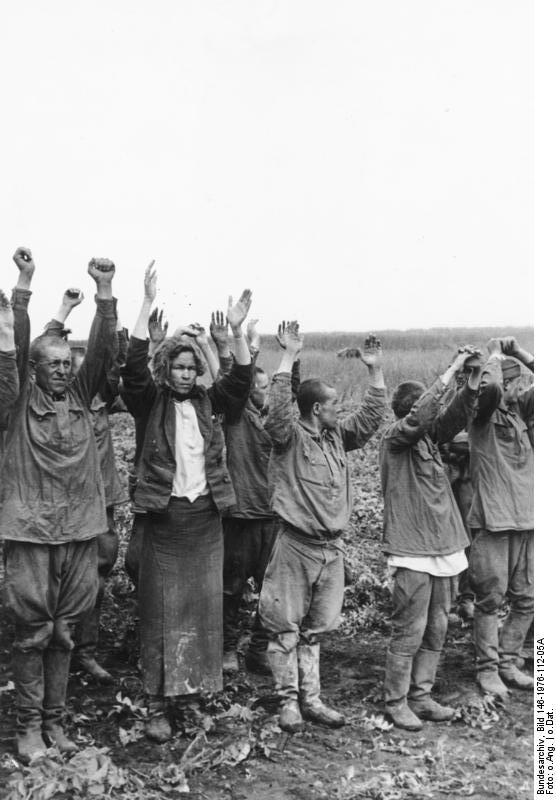
Prisonniers russes (dépouillés de leurs armes, ceintures et baudriers) dans une plaine pendant l'été 1941. Au milieu des soldats de 2e classe une jeune femme vêtue d'un costume tailleur noir à jupe longue et coiffée d'un bonnet rembourré de tankiste. Selon le commentaire en allemand d'origine de la photo il s'agit d'un commissaire politique et franc-tireur.

Mais, continue Staline, de mauvais généraux, des traîtres, ont rendu les armes au lieu de résister : ainsi Katchalov, Ponedeline et Kirillov.
Puis, après avoir flétri non seulement les traîtres qui abandonnent le combat au front mais aussi les lâches « qui se planquent dans les bureaux, loin du champ de bataille qu’ils ne voient ni n’observent, et qui fuient l’ennemi dès le premier contact sérieux », Staline demande : « Puis-je supporter ces traîtres, ces déserteurs qui se rendent à l’ennemi, ou ces chefs sans honneur qui à la première alarme déchirent leurs insignes et désertent vers l’arrière ? Non, vous ne le pouvez pas ! Si nous laissons agir ces déserteurs et ces lâches, notre armée sera vite à genoux, et notre pays détruit. Nous devons détruire les lâches et les déserteurs… … …Ces imposteurs doivent être dégradés, renvoyés au rang de soldats de 2e classe, et si nécessaire exécutés sur le champ, ce qui amènera à leur place de fiers et courageux individus provenant des rangs des sous-officiers ou des soldats. » Et il décrète :
1. Tout officier ou commissaire qui déchire ses insignes et déserte ou se rend à l’ennemi sera considéré comme déserteur et exécuté sur le champ, et sa famille sera décrétée « famille de traître à la patrie (en) ».
2. Tous les soldats encerclés, quel que soit leur grade, ont l’obligation de continuer la lutte à outrance, et leurs chefs doivent les diriger dans ce but. Ces unités encerclées doivent « combattre avec abnégation jusqu’au dernier et protéger leur matériel comme la prunelle de leurs yeux pendant leur progression à l’arrière des lignes ennemies, afin d’anéantir les chiens fascistes ». Tous les soldats qui veulent se rendre doivent être abattus sur place (et l’ordre précise : « abattus sur place par tous moyens, terrestres ou aériens »[11]), et leur famille sera privée de toute aide de l’État. Les officiers supérieurs dégraderont ou même abattront sur place les chefs qui se planquent et ne combattent pas avec les hommes sur le champ de bataille.

L’oukase de Staline doit être lu à toutes les compagnies, escadrons, escadrilles, batteries, équipes et états-majors.
L'ordre no 270 est signé par le comité directeur du Haut Commandement Suprême de l’Armée rouge : Staline, directeur de la Défense nationale, Molotov, vice-président du Comité de la Défense nationale, les maréchaux Semion Boudienny, Semion Timochenko, Boris Chapochnikov, et le général Gueorgui Joukov.
Staline, qui a commenté ainsi cet ordre : « Il n’y a pas de prisonniers de guerre soviétiques, il n’y a que des traîtres », cherche sans doute à provoquer une tétanisation de la résistance au sein de l'Armée rouge. Mais il court le risque de voir des troupes (qui auraient pu faire retraite et se regrouper, puis faire front) s’immobiliser en une ligne de défense immobile, facilement effondrée et fragmentée par les blindés allemands. L’ordre no 270, lancé après les grandes captures de prisonniers du début de l'opération Barbarossa (en particulier celles effectuées par les Allemands après la bataille de Białystok–Minsk, 300 000 prisonniers début juillet 1941 - et à Smolensk, fin juillet 1941), n’empêchera pas les grandes captures suivantes, celles d'après la première bataille de Kiev (665 000 prisonniers fin septembre 1941) et d'après la chute d’Odessa (mi-octobre 1941).

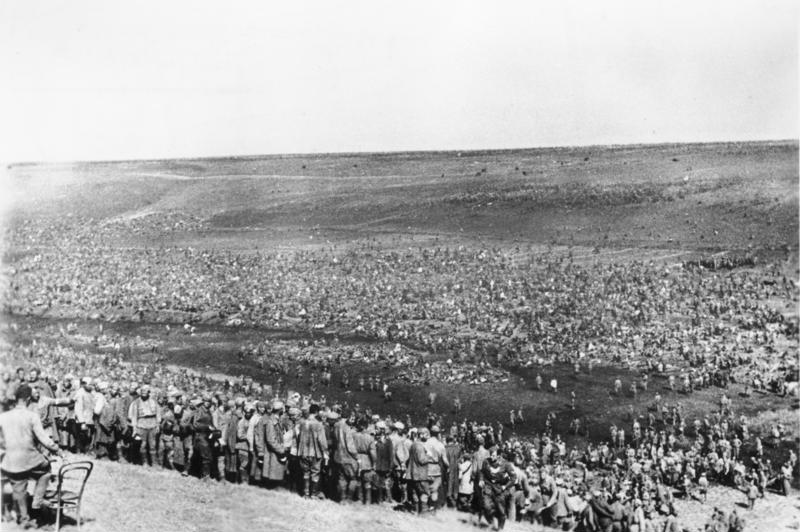
Août 1942 : un an après la proclamation de l’ordre no 270, ces prisonniers de guerre soviétiques sont entassés à l'air libre dans une vallée

L'ordre no 227 du 28 juillet 1942 décrétera « Pas un pas en arrière ! » et amplifiera le rôle des bataillons disciplinaires et des troupes anti-désertion SMERSH (voir unité de barrage (en)).